# Església major d'Ulm
L'església major d'Ulm fou l'església principal de l'antiga ciutat lliure imperial d'Ulm, a Alemanya. Es tracta d'una església evangèlica i construïda en estil gòtic i que fou acabada a finals del segle xix. Encara que de vegades es coneix com la catedral d'Ulm, per la seva gran mida, l'església no és una catedral, ja que mai no ha estat la seu d'un bisbe.

## Introducció
L'església major d'Ulm és actualment l'església més alta del món: 161,53 m. La planta de la catedral fa 123,46 m de llarg, i 48,8 m d'amplada. La superfície total està al voltant dels 8.260 m². És també la quarta edificació més alta feta abans del segle xx.
Al llarg de 768 esglaons, es pot arribar fins a una alçada màxima de 150 m, des d'on es pot contemplar un esplèndid panorama de la ciutat i els seus voltants.
La catedral ofereix en condicions normal seient per a 2.000 persones, tot i que en circumstàncies determinades es poden condicionar 4.500 seients. En l'edat mitjana, però, la catedral oferia espai per a 20.000 persones durant les misses.

## Història

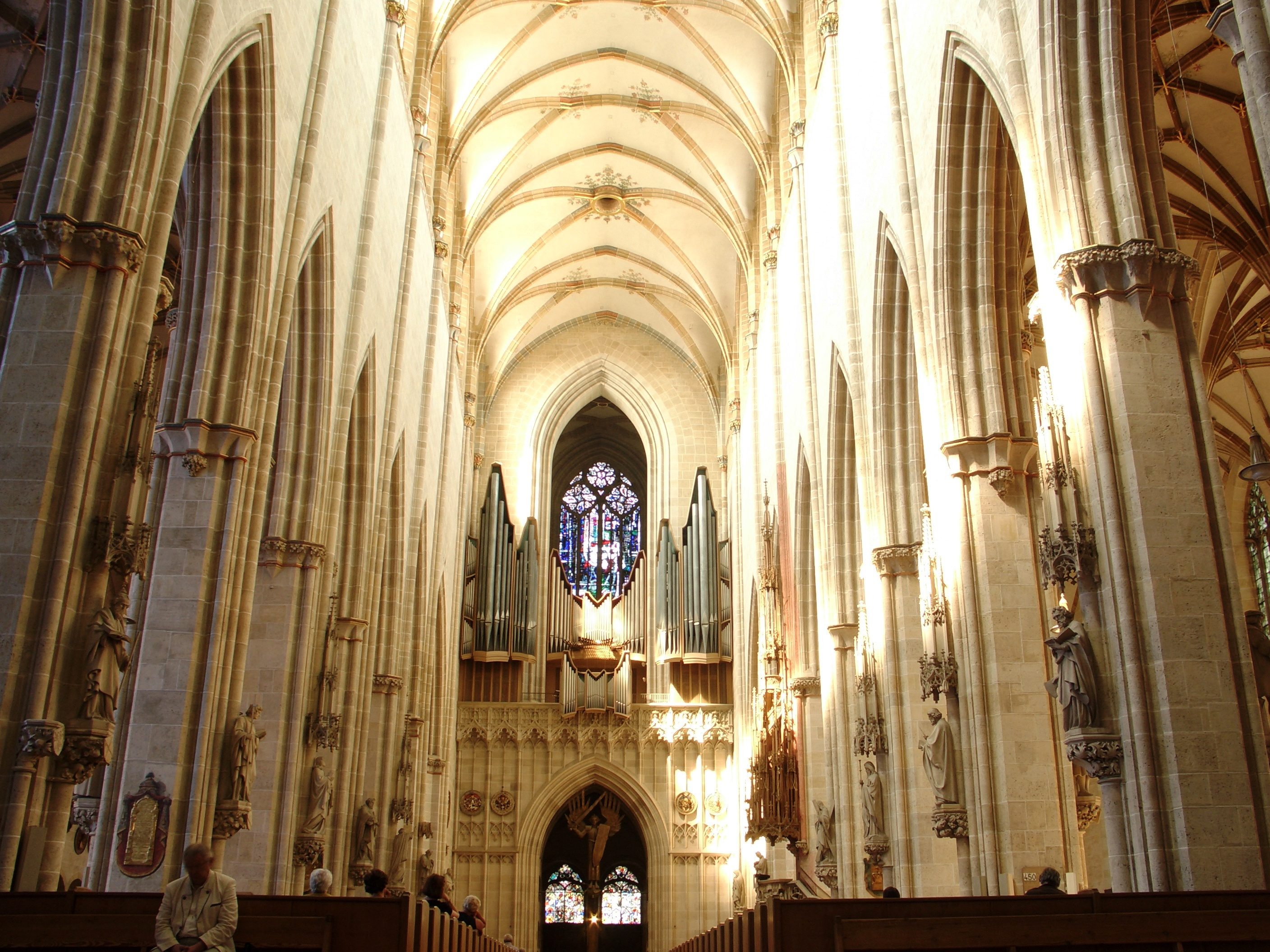
Interior de la catedral

En el segle xiv, l'església parroquial de la ciutat es trobava a un quilòmetre de les portes de la ciutat. Els ciutadans aspiraven a tenir una nova església dins de la ciutat. És per això que el 30 de juny del 1377 es començà la construcció de la catedral d'Ulm, finançada pels mateixos ciutadans i dirigida pel mestre Heinrich II Parler.
El 1392, Ulrich Ensinger va prendre la direcció dels treballs de construcció. Anteriorment havia treballat en la construcció de la catedral d'Estrasburg, i somniava fer una torre de 150 metres d'alçària.
El 25 de juliol de 1405 fou consagrada la catedral amb un sostre provisional.
Del 1446 al 1463 els treballs de construcció foren dirigits pel fill d'Ulrich. Ell acabà la construcció del sostre del cor i de l'ala nord.

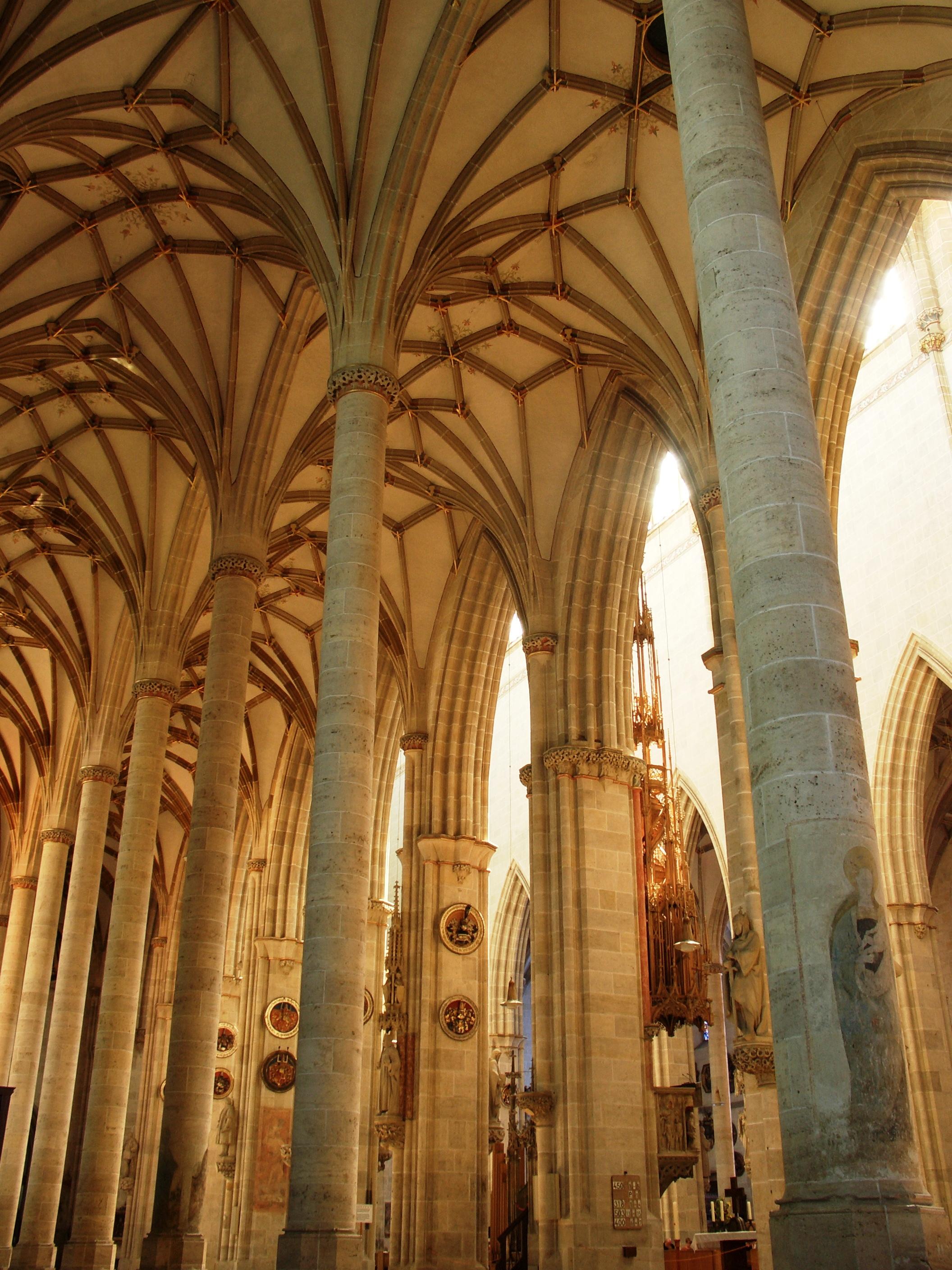
Detall interior

Al llarg dels anys, a mesura que la direcció dels treballs de construcció canviaven de mà, els plans de construcció de la catedral canviaren força vegades.
Jörg Syrlin va esculpir en fusta el cadirat del cor de la catedral (1469-1475).
El 1543, els treballs de construcció es van aturar a causa de la inestable situació política. En aquest temps, la torre de la catedral ja havia assolit els 100 metres d'alçada, i les torres del cor ja tenien 32 metres.
El 1817 es van començar a pintar els frescos a l'interior de la catedral. El 1844 es van reprendre els treballs de construcció, que, en mans d'August de Beyer, foren finalitzats l'any 1890.
Ulm fou bombardejada pels aliats el 17 de desembre del 1944, i tot i que els edificis de la plaça de la catedral foren bastant afectats, la catedral no en va sortir gaire mal parada. Poc abans del final de la Segona Guerra Mundial, esclatà una bomba a la volta del cor.